# آرسنال (فیلم ۲۰۱۷)
آرسنال (به انگلیسی: Arsenal) فیلمی محصول سال ۲۰۱۷ و به کارگردانی استیون سی میلر است. در این فیلم بازیگرانی همچون نیکلاس کیج، جان کیوسک، آدریان گرنیر، جاناتان شیچ، کریستوفر کوپولا، لیدیا هال ایفای نقش کرده‌اند.